# Kerncentrale Emsland
Kerncentrale Emsland (KKE) 'bevond' zich nabij Lingen in district Emsland in de deelstaat Nedersaksen, ter hoogte van Ommen.

## Beschrijving
Het was een drukwaterreactor. De reactor was gebouwd ter vervanging van Kerncentrale Lingen, die in 1977 stilgelegd werd.
De centrale is begin jaren tachtig gebouwd en op 14 april 1988 voor het eerst kritisch. Op 20 juni 1988 ging hij volledig in bedrijf en werd op 15 april 2023 uit bedrijf genomen, als onderdeel van de Energiewende.
| Reactorblok   | Reactortype | Vermogen | Begin bouw | Inbedrijfname | Stillegging   |
| ------------- | ----------- | -------- | ---------- | ------------- | ------------- |
| Emsland (KKE) | PWR         | 1329 MW  | 1982       | 1988          | 15 april 2023 |

## Incidenten
| INES Events | 2011 | 2010 | 2009 | 2008 | 2007 | 2006 |
| ----------- | ---- | ---- | ---- | ---- | ---- | ---- |
| INES 0      | 2    | 5    | 8    | 1    | 9    | 7    |
| INES 1      | 0    | 0    | 0    | 0    | 0    | 0    |

## Tussenopslag
In december 2002 werd er op het terrein Tussenopslagplaats Lingen (Standortzwischenlager Lingen) in bedrijf genomen. Hier worden verbruikte brandstofelementen in Castor-houders opgeslagen. Ze blijven hier staan totdat er een eindopslag klaar is.